# Die Stadt (Heym)
Das 1911 publizierte Gedicht Die Stadt von Georg Heym ist ein Sonett, welches sich mit dem Thema Großstadt, einer aufkommenden Gefahr und der Anonymität der Menschen befasst. Es wird dem Expressionismus zugeordnet.
Das Sonett besteht aus zwei Quartetten, gefolgt von zwei Terzetten, wodurch ein Gegensatz zum Ausdruck gebracht wird. Der Versfuß ist ein fünfhebiger Jambus stumpfer Kadenz, das Reimschema ist
[abba caac ddd eee].
Im ersten Quartett wird eine nicht näher erörterte Stadt bei Nacht dargestellt. Im zweiten Quartett geht es um die Anonymität der Menschen in einer Stadt. Im ersten Terzett wird das Leben beschrieben und auf dessen eintönigen Rhythmus aufmerksam gemacht. Das zweite geht auf die hinreichend bekannten Gefahren einer Stadt ein, in diesem Fall das Feuer.